# Tiếng Vai
Tiếng Vai, còn gọi là tiếng Vy hay tiếng Gallinas, là một ngôn ngữ Mande, được nói bởi khoảng 104.000 người Vai ở Liberia và bởi khoảng 15.500 người ở Sierra Leone.

## Hệ chữ viết
Tiếng Vai đáng chú ý vì là một trong số ít các ngôn ngữ châu Phi có hệ thống chữ viết riêng, không dựa trên chữ Latinh hoặc Ả Rập. Chữ Vai là một hệ âm tự được sáng tạo bởi Momolu Duwalu Bukele khoảng năm 1833, dù có những ghi chép từ năm 1815. Sự tồn tại của chữ Vai được ghi nhận năm 1834 bởi những nhà truyền giáo người Mỹ ở Missionary Herald của ABCFM  và bởi Rev. Sigismund Wilhelm Koelle, một nhà truyền giáo người Sierra Leone của Church Mission Society of London.
Chữ Vai đã được dùng để in Tân Ước năm 2003.

## Âm vị học
Tiếng Vai là một ngôn ngữ thanh điệu và có 12 nguyên âm, 31 phụ âm, như được thể hiện trong các bản dưới đây.

### Nguyên âm
|          | Nguyên âm miệng | Nguyên âm miệng | Nguyên âm mũi | Nguyên âm mũi |
| Trước    | Sau             | Trước           | Sau           |               |
| -------- | --------------- | --------------- | ------------- | ------------- |
| Đóng     | i               | u               | ĩ             | ũ             |
| Nửa đóng | e               | o               | ɛ̃             | ɔ̃             |
| Nửa mở   | ɛ               | ɔ               | ɛ̃             | ɔ̃             |
| Mở       | a               | a               | ã             | ã             |

### Phụ âm
|                 | Môi | Môi  | Chân răng | Chân răng | Sau chân răng /Vòm | Sau chân răng /Vòm | Ngạc mềm | Ngạc mềm | Môi -Ngạc mềm | Môi -Ngạc mềm | Thanh hầu | Thanh hầu |
| --------------- | --- | ---- | --------- | --------- | ------------------ | ------------------ | -------- | -------- | ------------- | ------------- | --------- | --------- |
| Mũi             |     | m    |           | n         |                    | ɲ                  |          | ŋ        |               |               |           |           |
| Tắc/ Tắc xát    | p   | b    | t         | d         | tʃ                 | dʒ ᶮdʒ             | k        | g ᵑɡ     | k͡p            | ɡ͡b ᵑ͡ᵐɡ͡b       |           |           |
| Hút vào         |     | ɓ ᵐɓ |           | ɗ ⁿɗ      |                    |                    |          |          |               |               |           |           |
| Xát             | f   | v    | s         | z         | (ʃ)                |                    |          |          |               |               | h         |           |
| Tiếp cận (Cạnh) |     |      |           |           |                    | j                  |          |          |               | w             |           |           |
| Tiếp cận (Cạnh) |     |      | l         |           |                    |                    |          |          |               |               |           |           |
| Rung            |     |      |           | (r)       |                    |                    |          |          |               |               |           |           |